# Enrique Susón
Heinrich Seuse O.P. (también llamado Amandus, nombre que adoptó en sus escritos), o en su forma latinizada Suso o castellanizada Susón (Überlingen (lago de Constanza), 21 de marzo de 1295 - Ulm, 25 de enero de 1366) fue un místico alemán.
Fue beatificado en 1831 por el papa Gregorio XVI, siendo su festividad el 25 de enero, aunque en la orden dominica se traslada al 2 de marzo.

## Perspectiva
Susón y su amigo Juan Taulero fueron discípulos del Maestro Eckhart. Los tres forman el núcleo de la escuela de misticismo de Renania. Como poeta lírico y trovador de la sabiduría divina, Susón exploró con intensidad psicológica las verdades espirituales de la filosofía mística de Eckhart. Sus devotas obras fueron sumamente populares a finales de la Edad Media.
Enrique Susón adoptó el nombre de su madre, su padre se llamaba von Berg. En su libro El libro de la eterna sabiduría (Das Büchleln der ewigen Weisheit), escrito alrededor de 1327-34 en Constanza, aborda los aspectos prácticos del misticismo. La última obra, que también tradujo al latín con el título de Horologium sapientiae (El reloj de la sabiduría), ha sido considerada la mejor obra del misticismo alemán.
Es el poeta del movimiento místico precoz, "el Minnesänger de Gottesminne". Pero su fe es puramente medieval, inspirada por el romanticismo de la época de la caballería; el individualismo, la introspección filosófica y las tendencias anticatólicas que hicieron este movimiento místico en sus últimas manifestaciones tan importantes y precursoras de la Reforma están ausentes en Susón.

## Vida

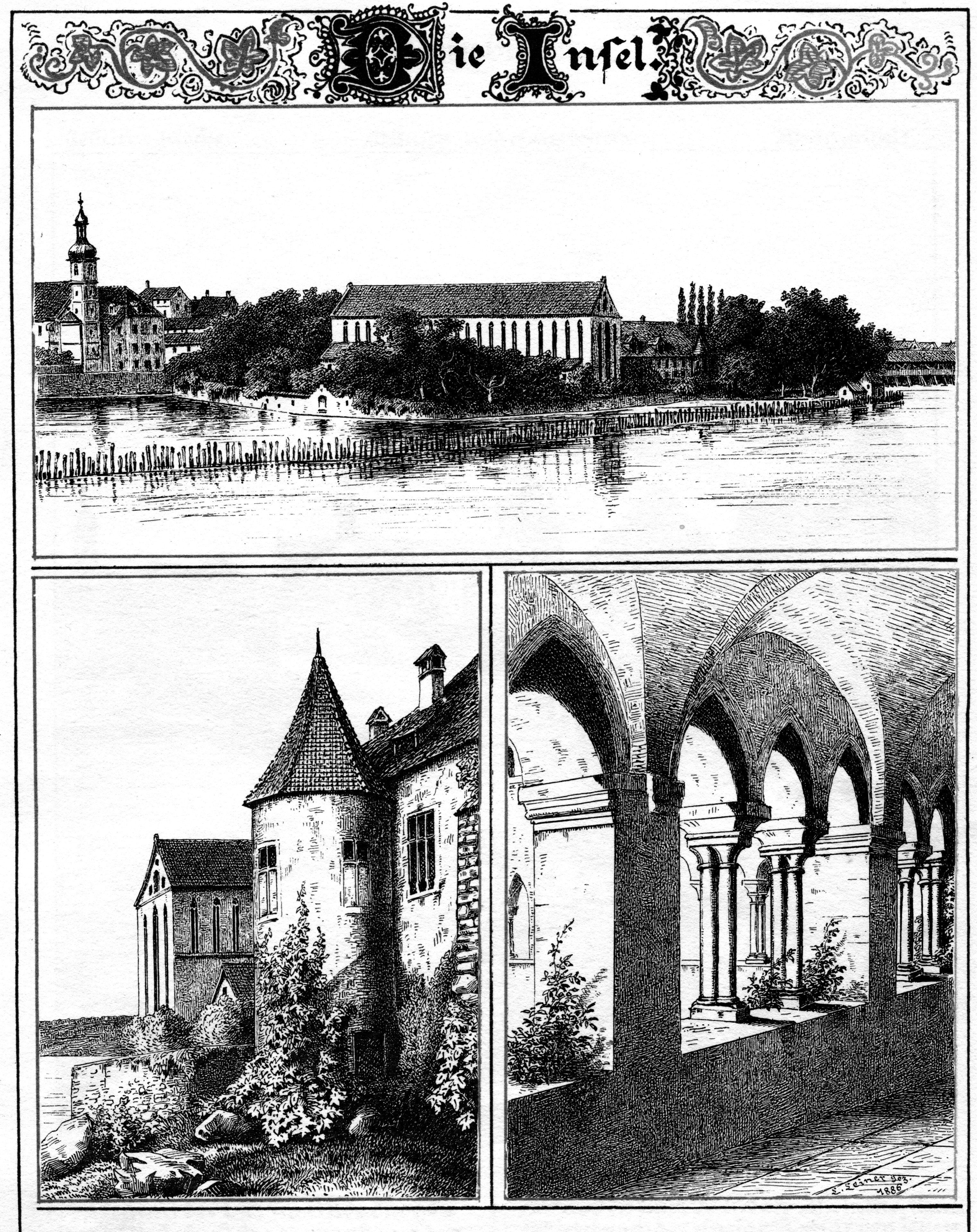
Claustro de la orden dominica en Constanza, reconstrucción.

Su padre pertenecía a la noble familia de los von Berg; su madre, una santa mujer de quien tomó el apellido, a la familia de Sus (o Süs). En 1308, a la edad de 13 años entró en el convento dominico de Constanza, donde realizó sus estudios preparatorios, filosóficos y teológicos hasta 1322.
De 1324 a 1327 hizo un curso complementario de teología en el Studium generale dominico de Colonia, donde se sentaba a los pies de Eckhart von Hochheim, "el Maestro" y, probablemente, junto a Taulero, ambos renombrados místicos.
Al morir el Maestro en 1328, fueron condenadas por Juan XXII veintiséis de sus tesis entresacadas y descontextualizadas con mala intención por sus enemigos. Susón defendería su ortodoxia escribiendo El Libro de la verdad (Das Büchlein der Wahrheit). Las consecuencias fueron inmediatas: fue convocado al capítulo general de 1330 acusado de herejía, aunque no se le condenó.
De regreso a Constanza, fue destinado a la sala de lectura, de la cual, al parecer, fue trasladado en algún momento entre 1329 y 1334. En 1334 comenzó su labor apostólica. Fue admirado como predicador y escuchado en ciudades y pueblos de Suabia, Suiza, Alsacia y los Países Bajos. Sin embargo, su apostolado no lo hizo entre las masas, sino más bien entre los individuos de todas clases que eran atraídos hacia él por su singular y atractiva personalidad y para quienes se convertía en director espiritual de sus vidas.
Se convirtió en el primero, entre los Amigos de Dios, en la labor de restaurar la observancia religiosa en los claustros. Su influencia fue especialmente marcada en muchos conventos femeninos, sobre todo en el convento dominico de Katherinenthal, una famosa escuela de misticismo durante los siglos XIII y XIV, y en el de Toss, donde vivía la mística Elsbeth Stagel, que tradujo del latín al alemán algunas de sus obras, recopiló y preservó la mayoría de sus cartas y esbozó la historia de su vida, la cual él mismo desarrollaría y publicaría posteriormente con el título Vita (Leben).
Alrededor de 1343 fue nombrado prior de un convento, probablemente en Diessenhofen. Una prueba dolorosa le sobrevino en 1347, cuando fue denunciado por una mujer que lo acusaba de ser el padre de su hijo, por lo que fue depuesto como prior, y trasladado a Ulm, donde viviría hasta su muerte. Su inocencia fue reconocida en 1354.
La vida mística de Susón comenzó a los diechiocho años, cuando abandonó sus descuidadas costumbres de los cinco años precedentes y se convirtió en "el Siervo de la eterna sabiduría", identificando la Sabiduría Eterna con Jesucristo. A partir de entonces, un apasionado amor por la Eterna Sabiduría dominó sus pensamientos y controló sus acciones. Tenía frecuentes visiones y éxtasis, practicaba rigurosos ascetismos (que prudentemente moderó en sus años maduros) y soportaba con excepcional paciencia los dolores corporales, las amargas persecuciones y las penosas calumnias.
Se ha dicho a menudo, incorrectamente, que fundó una sociedad entre los Amigos de Dios a la cual llamaba la Hermandad de la eterna sabiduría. La así llamada Regla de la Hermandad de la Eterna Sabiduría no es sino una traducción libre de un capítulo de su Horologium Sapientiae y no apareció hasta finales del siglo XV.

## Obras
El primer escrito de Suso fue el El Libro de la Verdad (Das Büchlein der Wahrheit), que publicó cuando era estudiante en Colonia. La finalidad del escrito fue exponer la doctrina de Eckhart, diferenciándola de la de los Hermanos del Libre Espíritu y de las enseñanzas panteístas de los begardos. En la obra sustituyó algunos términos de Eckhart para evitar errores y malinterpretaciones.
Su doctrina fue desfavorablemente criticada en algunos círculos y Suso acabó por ser citado para explicar ciertas proposiciones al capítulo general de 1330 pero se comprobó que era totalmente ortodoxo. Henry Denifle lo considera el libro más difícil de las obras de los místicos alemanes.
Mientras que en este libro Suso habla como intelectual y al intelecto, en el siguiente, Libro de la Eterna Sabiduría (Büchlein der ewigen Weisheit), publicado a principios de 1328, es eminentemente espiritual y práctico, y «tiene como meta el amor a Dios, que en los últimos tiempos empieza a extinguirse». En el prólogo se explica el origen del libro, debido a un éxtasis de Suso y su deseo de participar a otros su experiencia. Durante el éxtasis se le propone la conmemoración de la Pasión de Jesucristo con cien postraciones, que darían lugar a las cien meditaciones, que son la tercera parte del libro, y el núcleo más antiguo. Las dos primeras partes están escritas en forma de diálogo entre la Sabiduría y el Siervo, adoptando este último diversos papeles (pecador, perfecto, principiante, proficiente...)
Karl Bihlmeyer acepta el criterio de Denifle que lo considera como el "más bello fruto del misticismo alemán" y lo coloca junto a las Homilías de san Bernardo y a la Imitación de Cristo de Tomás de Kempis. Durante la segunda mitad de los siglos XIV y XV no hubo otro libro de meditación más extenso en alemán.
En 1334 Suso tradujo este trabajo al latín y en el proceso amplió su contenido considerablemente convirtiéndolo casi por entero en un nuevo libro, al cual dio el nombre de Horologium sapientiae. Más elevado incluso que el original, refinado en el lenguaje, rico en la forma, rítmico en el movimiento, se convirtió en el libro favorito de los claustros de la Edad Media, no sólo en Alemania, sino también en los Países Bajos, Francia, Italia e Inglaterra.
Ambos tuvieron una gran demanda a juzgar por los ejemplares que se han conservado. Existen más de cien manuscritos completos y ochocientos fragmentos de El Libro de la Eterna Sabiduría; y más de trescientos del Horologium sapientiae.
Tras retirarse a Ulm, Suso escribió la historia de su vida interior (Vita o Leben). El origen del escrito es, en parte, las transcripciones hechas por su discípula Elsbeth Stagel, sobre la base de las confidencias que el propio Suso le hacía. Posteriormente estas transcripciones fueron aumentadas con algunos textos más por el propio Suso. La finalidad de la obra es edificante y hay que considerarlo en el marco de las hagiografías medievales, en las que se prefiere el sentido de la vida antes que narrar hechos cronológicamente organizados.
Durante esta época también revisó el El Libro de la Verdad y el Libro de la Eterna Sabiduría, todos los cuales, junto con la Vita, once de sus cartas (las Briefbüchlein) y un prólogo, se convirtió en un libro conocido como el Exemplar Seuses.
Además de los ya mencionados escritos existen cinco sermones atribuidos a Suso, aunque solo uno o dos tienen visos de autenticidad. Se trata de pequeñas conferencias de carácter espiritual impartidas a monjas y transcritas por ellas.
También existe una colección de veintiocho de sus cartas (Grosses Briefbuch), que se pueden encontrar en la edición de Bihlmeyer.
Wolfgang Wackernagel y otros llaman a Enrique Suso un "Minnesänger de la prosa y del orden espiritual". El amor mutuo de Dios y hombre que es su principal tema, da calidez y color a su estilo. Utilizó el pletórico y flexible idioma alemánico con excepcional habilidad y contribuyó en gran medida a la formación de la buena prosa alemana, especialmente dando nuevos matices de significado a las palabras empleadas para describir sensaciones interiores. Su bagaje intelectual era característico de los eruditos de su época y en su doctrina no hubo nunca el más leve rastro de tendencias heterodoxas.
Durante siglos ejerció su influencia en los escritores espirituales. Entre sus lectores y admiradores estuvieron Tomás de Kempis, Pedro Canisio, Jan van Ruusbroec, Nicolás de Cusa y Juan de Palafox.

### Adicional
- Haas, A. (1971) Nim din selbes war. Studien zur Lehre von der Selbsterkenntnis bei Meister Eckhart, Johannes Tauler und Heinrich Seuse, Freiburg: Universitatsverlag
- Kieckhefer, R. (1984) Unquiet Souls: Fourteenth-Century Saints and Their Religious Milieu, Chicago, IL: University of Chicago Press
- Filthaut, E.M. (ed.) (1966) Seuse-Studien: Heinrich Seuse. Studien zum 600. Todestag, 1366-1966, Cologne: Albertus Magnus Verlag
- Newman, B. (2003) God and the Goddesses, Philadelphia: University of Pennsylvania Press
- Rozenski, S. (2010) "Henry Suso's Horologium Sapientiae in fifteenth-century France: images of reading and writing in Brussels Royal Library MS IV 111", Word & Image